# USS Wayne E. Meyer (DDG-108)
El USS Wayne E. Meyer (DDG-108) es un destructor de la clase Arleigh Burke en servicio con la Armada de los Estados Unidos. Fue ordenado en 2002, puesto en gradas en 2007, botado en 2008 y asignado en 2009.

## Construcción

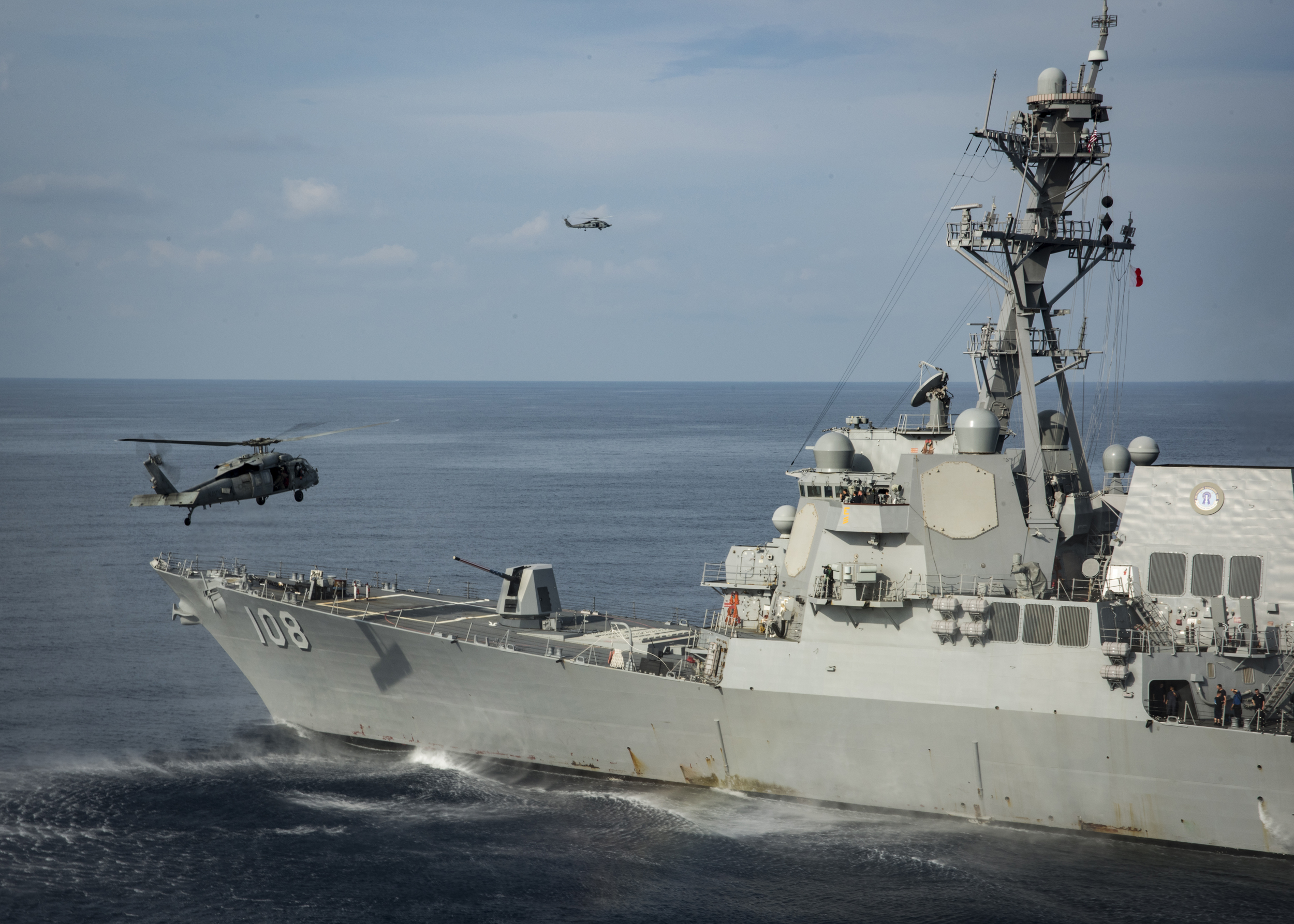
Un helicóptero al lado del USS Wayne E. Meyer (DDG-108), año 2017.

Su constructor fue el astillero Bath Iron Works. Fue puesto en gradas el 17 de mayo de 2007, botado el 19 de octubre de 2008 y asignado el 10 de octubre de 2009. Su nombre honra al contraalmirante Wayne E. Meyer.